# Densidad de corriente

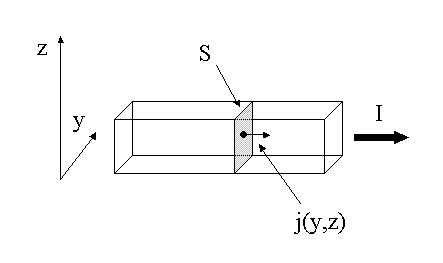
Relación entre la corriente y la densidad de corriente.

En electromagnetismo, la densidad de corriente eléctrica se define como una magnitud vectorial que tiene unidades de corriente eléctrica por unidad de superficie, es decir, intensidad por unidad de área.

## Simbología
| Símbolo                          | Nombre                                             | Unidad |
| -------------------------------- | -------------------------------------------------- | ------ |
| {\displaystyle I}                | Corriente eléctrica                                | A      |
| {\displaystyle \mathbf {j} }     | Densidad de corriente                              | A / m2 |
| {\displaystyle S}                | Superficie                                         | m2     |
|                                  | Portadores                                         |        |
| {\displaystyle n_{i}}            | Densidad de volumen del portador {\displaystyle i} | m-3    |
| {\displaystyle q_{i}}            | Carga eléctrica del portador {\displaystyle i}     | C      |
| {\displaystyle \mathbf {v} _{i}} | Velocidad media del portador {\displaystyle i}     | m / s  |

## Descripción
Matemáticamente, la corriente y la densidad de corriente se relacionan como:
{\displaystyle I=\int _{S}\mathbf {j} \cdot d\mathbf {S} \,}

## Densidad de corriente en física clásica

### Cargas puntuales aisladas
La densidad de corriente está relacionada con los portadores de cargas (electrones, huecos, iones en un electrolito) por:
{\displaystyle \mathbf {j} =\sum _{i}n_{i}\ q_{i}\ \mathbf {v} _{i}}

### Conductor eléctrico
Si la densidad de corriente es uniforme en una región del espacio entonces la relación se simplifica notablemente. Esto sucede con bastante aproximación en el interior de un tramo de conductor de sección constante, donde el vector {\displaystyle \mathbf {j} } es independiente de la posición por lo que la sección, la densidad de corriente y la intensidad guardan la relación:
{\displaystyle I=\|\mathbf {j} \|S_{0}}
Siendo {\displaystyle S_{0}} la sección transversal del tramo de conductor.

### Densidad de corriente de un medio continuo
Si tenemos una región del espacio con una densidad de carga, no necesariamente uniforme, en la que el movimiento de cargas se puede representar por un campo vectorial de velocidades, para esa distribución de cargas en movimiento tenemos:
{\displaystyle \mathbf {j} =\rho \ \mathbf {v} }
donde {\displaystyle \rho } es la densidad de carga en un punto y {\displaystyle \mathbf {v} } la velocidad de las cargas en ese punto.

## La densidad de corriente en mecánica relativista
En teoría de la relatividad debido al carácter relativo del espacio y el tiempo, todas las magnitudes físicas relevantes deben ser representables en un espacio-tiempo unificado, que permita relacionar adecuadamente las medidas hechas por diferentes observadores, en lo cual implica que las magnitudes vectoriales de la mecánica clásica deben ser cuadrivectores, cuya parte espacial coincide con las componentes vectoriales de las magnitudes correspondientes de la mecánica clásica.
Así el vector densidad de corriente en mecánica relativista debe reemplazarse por un cuadrivector densidad de corriente, que intervendrá en los análogos relativistas de las ecuaciones del electromagnetismo. Este cuadrivector densidad de corriente vienen dado por:
{\displaystyle \mathbf {J} =(\rho c,\ \rho v_{x},\ \rho v_{y},\ \rho v_{z})=\left(\rho c,\ \mathbf {j} \right)\ \in \mathbb {R} \times \mathbb {R} ^{3}}
Donde {\displaystyle (\rho v_{x},\ \rho v_{y},\ \rho v_{z})} son las componentes de la velocidad tridimensional de una distribución de carga y ({\displaystyle c}) es la velocidad de la luz.

## Densidad de corriente en mecánica cuántica
En mecánica cuántica, la  corriente de probabilidad (también denominada flujo de probabilidad) es un concepto que describe el flujo de densidad de probabilidad. Así, en mecánica cuántica no-relativista, se define como
{\displaystyle \mathbf {j} ={\frac {\hbar }{2mi}}\left(\Psi ^{*}{\boldsymbol {\nabla }}\Psi -\Psi {\boldsymbol {\nabla }}\Psi ^{*}\right)={\frac {\hbar }{m}}{\mbox{Im}}(\Psi ^{*}{\boldsymbol {\nabla }}\Psi )={\mbox{Re}}(\Psi ^{*}{\frac {\hbar }{im}}{\boldsymbol {\nabla }}\Psi )}
y satisface la ecuación de continuidad mecanocuántica
{\displaystyle {\frac {\partial \rho }{\partial t}}+{\boldsymbol {\nabla }}\cdot \mathbf {j} =0}
siendo la densidad de probabilidad {\displaystyle \rho \,}
{\displaystyle \rho =|\Psi |^{2}}